# Estació de Torrassa
Torrassa és una estació i intercanviador de les línies L1, L9 i L10 del metro de Barcelona situada sota l'avinguda de Catalunya al barri de la Torrassa de l'Hospitalet de Llobregat.
El metro va arribar el 1983 amb el perllongament de la L1 desde Santa Eulàlia, terminal des de 1932, sent l'estació de Torrassa el nou final de la línia. Posteriorment el 1987 la línia s'ampliava fins l'Avinguda Carrilet. Una nova línia semicircular suposava la construcció d'una nova estació, que s'inaugurava el 12 de febrer de 2016, amb l'obertura de la branca sud de la L9 entre Zona Universitària i l'Aeroport. La construcció de la infraestructura en aquest tram es va allargar durant més d'una decada. La posada en funcionament de la branca de la Zona Franca el 8 de setembre de 2018 va significar l'arribada de la L10 Sud a l'estació, compartida amb la L9, amb trens fent llavors serveis entre Collblanc i Foc.
Està previst construir-hi també una estació de Rodalies de Catalunya amb andanes tant per a la línia de Vilafranca com per a la línia de Vilanova, amb la qual cosa esdevindrà un intercanviador de primer ordre en el sector sud de Barcelona, en tenir accés alhora a les dues línies de tren i a dues línies de metro (L1 i L9-L10).

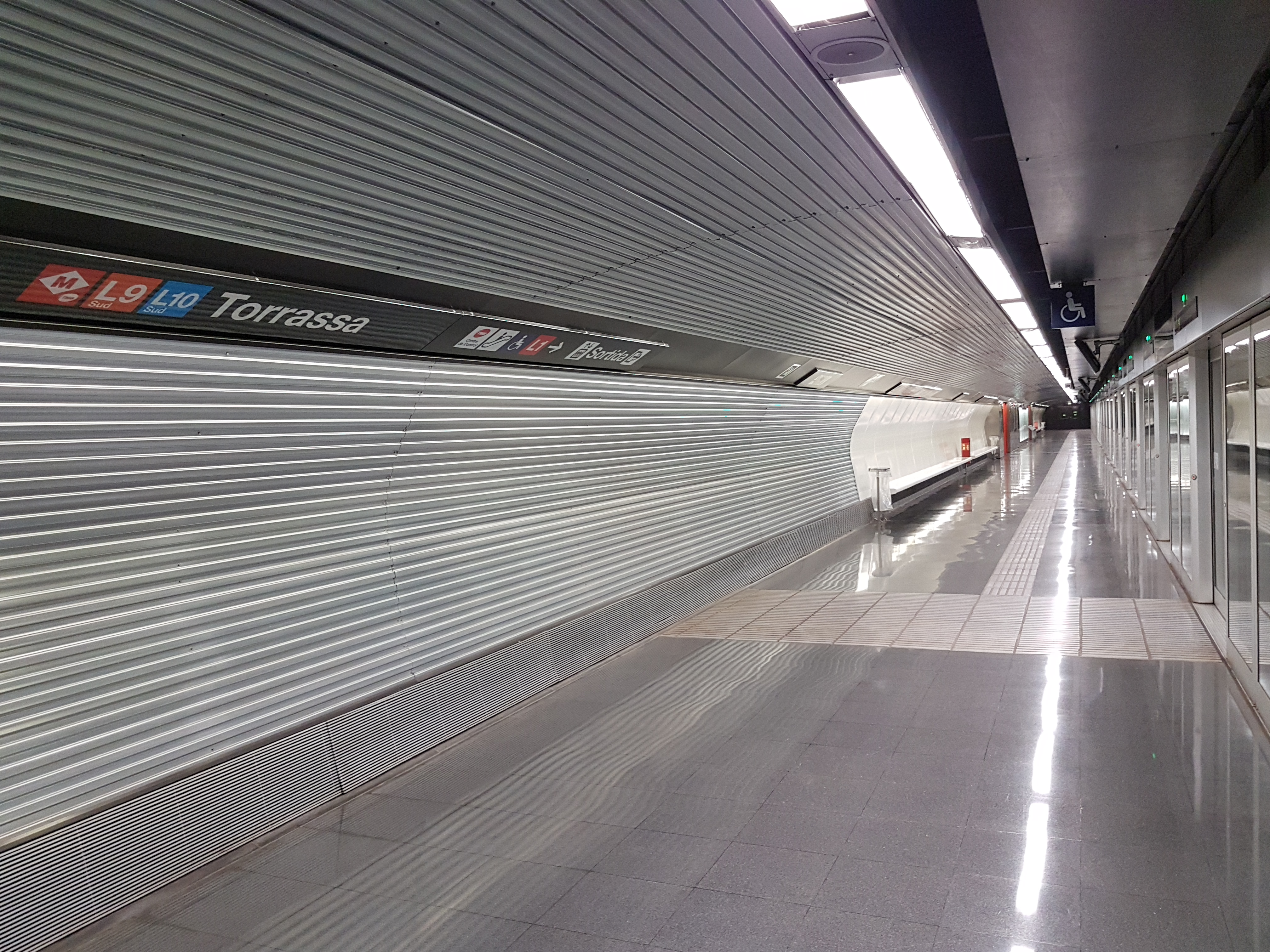
L'estació de la L9 i L10.

## Serveis ferroviaris
| Procedència/Destinació          | <                   | Línia | >             | Procedència/Destinació |
| ------------------------------- | ------------------- | ----- | ------------- | ---------------------- |
| Metro de Barcelona              |                     |       |               |                        |
| Hospital de Bellvitge           | Florida             |       | Santa Eulàlia | Fondo                  |
| Aeroport T1                     | Can Tries \| Gornal |       | Collblanc     | Zona Universitària     |
| ZAL - Riu Vell                  | Can Tries \| Gornal |       | Collblanc     | Collblanc              |
| Projectat                       |                     |       |               |                        |
| Aeroport T1                     | Can Tries \| Gornal |       | Collblanc     | Can Zam                |
| Pratenc                         | Can Tries \| Gornal |       | Collblanc     | Gorg                   |
| Font recorregut: PDI 2009-2018. |                     |       |               |                        |

## Accessos

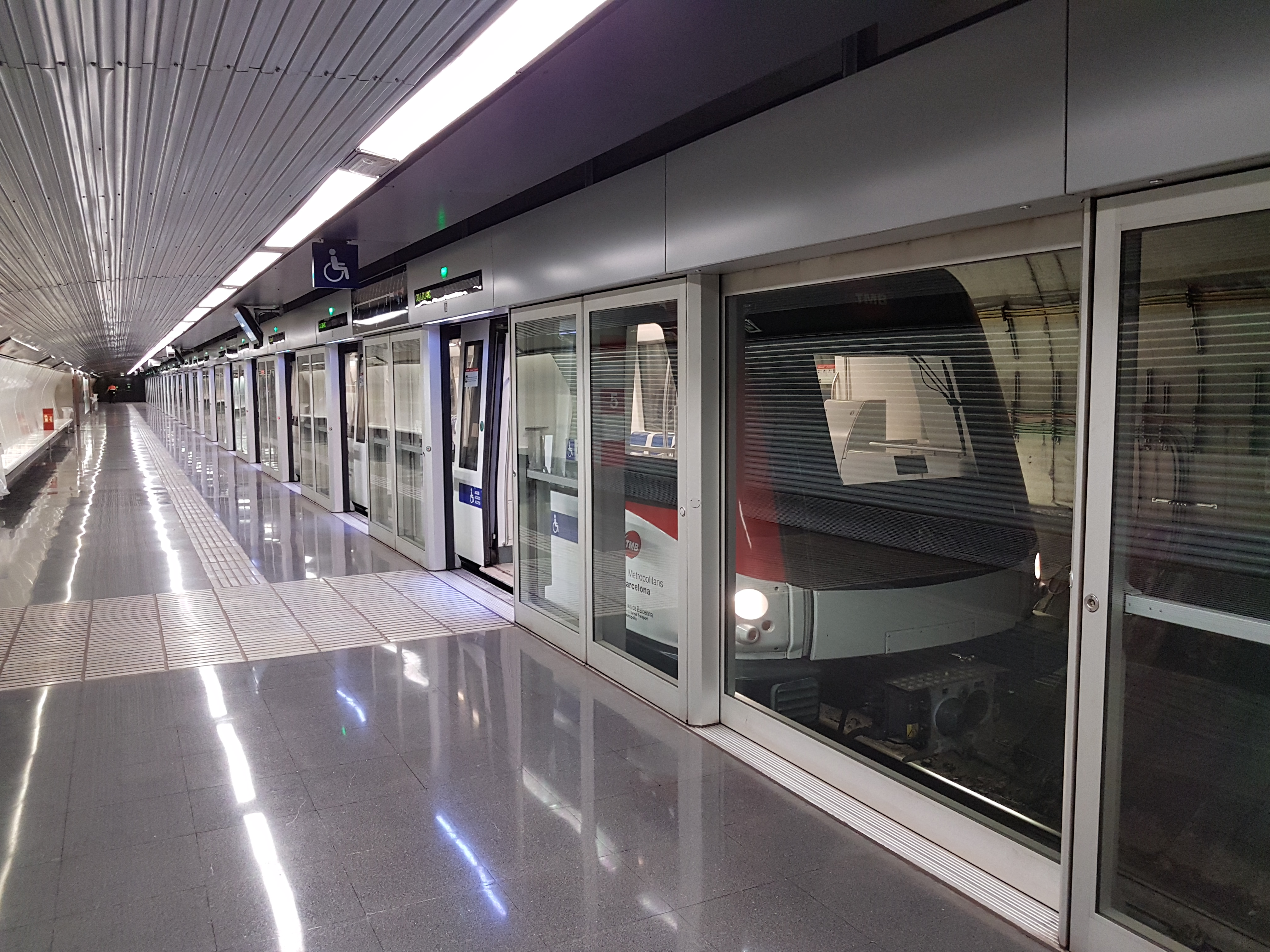
Unitat 9000 de la L10 Sud destinació Collblanc.

- Avinguda de Catalunya
- Avinguda del Torrent del Gornal